# Девід Бетті
Девід Бетті (англ. David Batty, нар. 2 грудня 1968, Лідс) — англійський футболіст, півзахисник.
Насамперед відомий виступами за «Лідс Юнайтед», а також національну збірну Англії.
Дворазовий чемпіон Англії.

## Клубна кар'єра
У дорослому футболі дебютував 1987 року виступами за команду клубу «Лідс Юнайтед», в якій провів шість сезонів, взявши участь у 211 матчах чемпіонату. Більшість часу, проведеного у складі «Лідс Юнайтед», був основним гравцем команди. За цей час виборов титул чемпіона Англії.
Згодом з 1993 по 1998 рік грав у складі команд клубів «Блекберн Роверз» та «Ньюкасл Юнайтед». Протягом цих років додав до переліку своїх трофеїв ще один титул чемпіона Англії.
1998 року повернувся до клубу «Лідс Юнайтед», за який відіграв 6 сезонів. Завершив професійну кар'єру футболіста виступами за команду «Лідс Юнайтед» у 2004 році

## Виступи за збірну
1991 року дебютував в офіційних матчах у складі національної збірної Англії. Протягом кар'єри у національній команді, яка тривала 9 років, провів у формі головної команди країни 42 матчі.
У складі збірної був учасником чемпіонату Європи 1992 року у Швеції, чемпіонату світу 1998 року у Франції.

## Титули і досягнення
- Чемпіон Англії (2):

«Лідс Юнайтед»: 1991-92
«Блекберн Роверз»: 1994-95
- Володар Суперкубка Англії (2):

«Лідс Юнайтед»: 1992